# Tadeusz Pini

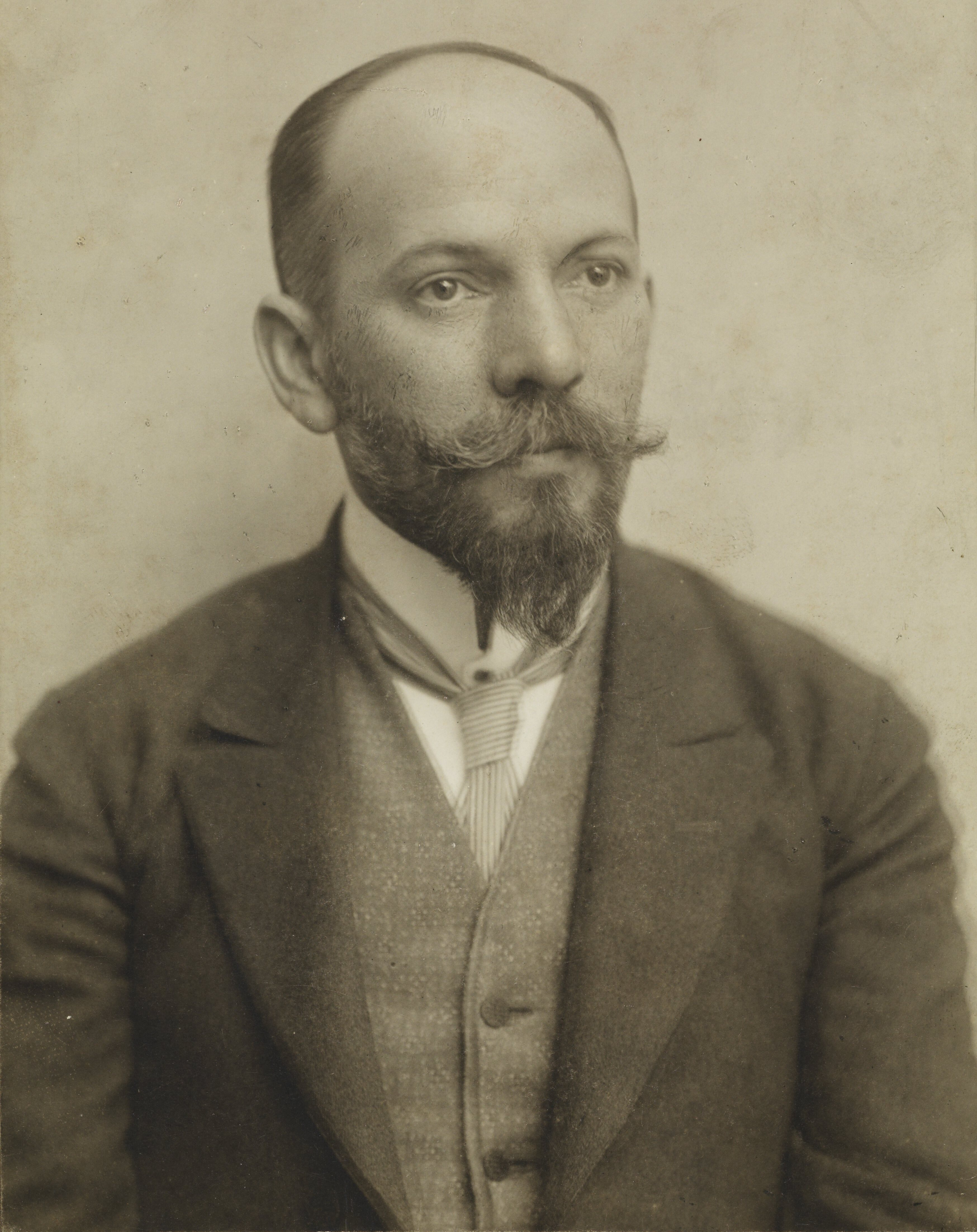
Tadeusz Pini, fotografia wykonana w studio Edwarda Trzemeskiego (ok. 1914)

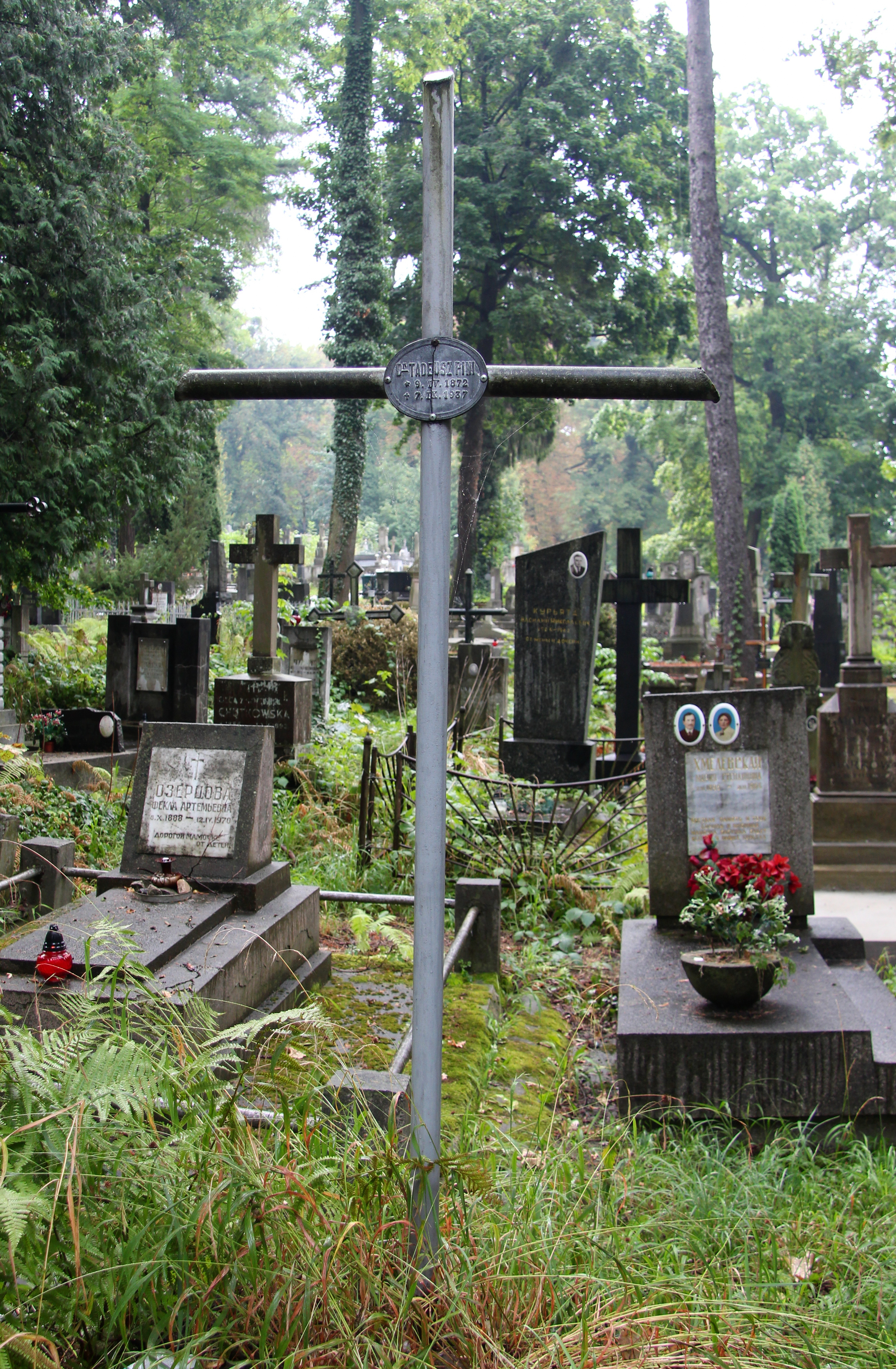
Cmentarz Łyczakowski, Lwów
Mogiła Tadeusza Piniego

Tadeusz Pini (ur. 9 kwietnia 1872 we Lwowie, zm. 7 września 1937 tamże) – polski wydawca, krytyk i historyk literatury.

## Życiorys
W 1895 ukończył filologię polską na Uniwersytecie Lwowskim. Od 1897 do 1905 pracował jako nauczyciel w gimnazjum we Lwowie i Tarnowie. Był także działaczem Towarzystwa Literackiego im. Adama Mickiewicza. W latach 1905–1907 był redaktorem naczelnym „Pamiętnika Literackiego”. W 1905 zaprotestował przeciwko wyróżnieniu przez Akademię Umiejętności pracy Tretiaka (z 1904) o Juliuszu Słowackim, gdyż uważał ją za oskarżycielską. Wydarzenie to spowodowało poważny spór w środowisku związanym z Akademią. Polemizował również ze Stefanem Żeromskim. W latach 1908–1911 redagował serie „Nauki i Sztuki”, zaś w 1909–1912 – „Bibliotekę Klasyków Polskich”. 
Od roku 1917 przebywał w Warszawie, gdzie od 1923 wspierał prowadzenie Instytutu Wydawniczego „Biblioteka Polska”. W 1930 wrócił do Lwowa i został kierownikiem spółki wydawniczej „Parnas Polski”. Od 1933 był też redaktorem serii „Biblioteki Poetów Polskich”. 
W historii literatury zajmował się szczególnie epoką romantyzmu, a w niej Zygmuntem Krasińskim, i postromantyzmu. Opracował m.in.: Pisma Krasińskiego, Wybór pism Mieczysława Romanowskiego, Dzieła Słowackiego, Dzieła wszystkie Mickiewicza.
Pochowany został na Cmentarzu Łyczakowskim we Lwowie.

## Niektóre publikacje
- 1900 – Dwaj poeci filozofowie : szkic literacki / Lwów. Gubrynowicz & Schmidt. Drukarnia artystyczna St. Kossowskiego, Lwów, 1900.
- 1916 – O przyszłe drogi literatury polskiej (wraz ze szkicem Literatura polska w okresie 1796-1863)
- 1928 – Krasiński. Życie i twórczość
- 1931 – Polska. Jej dzieje i kultura